# Objektentscheidung
Objektentscheidungen sind in der entscheidungsorientierten Organisationstheorie – die auf der Entscheidungstheorie aufbaut – alle Entscheidungen, die auch ein Ein-Mann-Unternehmen treffen kann. Dazu zählen Entscheidungen zu Absatzpreisen, Kapazitäten, Lagerbeständen oder Produktionsmengen. Bei Objektentscheidungen kann es sich auch um Vorentscheidungen handeln; von den möglichen Alternativen werden dann nur manche verworfen um später endgültig zu entscheiden. In Unternehmen mit mehreren Mitarbeitern sind zusätzlich noch Organisationsentscheidungen und Kommunikationsentscheidungen möglich.
Im Rahmen der Aufbauorganisation stellt sich die Frage welche Objektentscheidungen von welchen Stelleninhabern getroffen werden sollen. Objektaufgaben beziehen sich dabei einerseits auf operative Tätigkeiten, also Arbeitsverrichtungen und andererseits auf Objektentscheidungen. Zur Durchführung der Objektentscheidungen sind gewisse Rechte – Kompetenzen genannt – von Bedeutung:
- Objektentscheidungskompetenz: ist das Entscheidungsrecht in Hinblick auf bestimmte Entscheidungsalternativen
- Ausführungskompetenz: bezieht sich auf die Ausführung dieser Entscheidungen
- Verfügungskompetenz: Beinhaltet das Zugriffsrecht auf Materialien, Informationen, Maschinen oder Werkzeuge außerhalb des Arbeitsplatzes.